# Castelo de Mirapex
O Castelo de Mirapex, também grafado como Castelo de Mirapeix, localiza-se no Parque Natural das Bardenas Reales, sem pertencer a nenhum município, na província e comunidade autónoma de Navarra, na Espanha.

## História
O castelo remonta a 1220, e tinha a função de vigilância da fronteira com o reino de Aragão.
Encontra-se referido em um documento datado de 1515:
"Asimismo allamos que en las dichas Bardenas Reales tenia el Rey Castillos y alcaydes en ellos, en guarda y conservacion de las dichas Bardenas Reales, asi para los lugares cinrcunvezinos del Regno de Aragon como para los circunbezinos del Regno de Navarra; y porque los Castillos que abia son estos siguientes: Sanchavarqua y del Aguilar, y de Penyarredonda, y del Estaqua, y de Penyaflor y de Mirapex, y del presente estan sin alcaydes y las Vardenas sin poblado ni moradores algunos y amojonan con Tauste Exea y Sadaua, que son del Reyno de Aragon y con los otros lugares del Reyno cincunvezinos (…)."
Demolido, a sua pedra foi reaproveitada para a construção de uma estrada.
Os seus vestígios encontram-se protegidos ao abrigo da Declaração genérica do Decreto de 22 de Abril de 1949, e da Lei n° 16/1985 sobre o Património Histórico Espanhol.